# Montecatini Contemporary Art
Il Montecatini Contemporary Art (MO.C.A.) è uno spazio espositivo dedicato all'arte moderna e contemporanea a Montecatini Terme situato all'interno del Palazzo Comunale.

## Storia e descrizione
Le sue sale ospitano opere di artisti come Joan Miró e Pietro Annigoni, ed hanno ospitato opere di maestri quali Amedeo Modigliani, Adolfo Tommasi, Silvestro Lega, Giovanni Fattori. In collezione sono presenti anche fotografie di Nidaa Badwan, Carlo Cantini, Filippo Biagioli,  sculture di Silvio Amelio e Antoine Claraz e dipinti di Shimizu Tetsuro.
Il MO.C.A. apre il 4 dicembre 2012, come prima galleria civica di Montecatini. In occasione del suo allestimento sono state restaurate le sale in stile liberty destinate fino al 2007 alle Poste Reali. La precedente destinazione d'uso è ancora testimoniata dal ciclo di vetrate di Galileo Chini dedicate al tema della comunicazione. Col 2019 viene data una particolare attenzione al disegno e all'arte grafica. Sono state acquisite opere di Max Klinger, Eugène Delacroix, Adolfo De Carolis e a seguire di Telemaco Signorini, Ugo Capocchini, Achille Lega. Al termine del 2020 si è attivato un virtuoso percorso di attenzione a Maestri toscani contemporanei che hanno voluto gratificare la Galleria Civica montecatinese con personali donazioni, fra essi ricordiamo Vairo Mongatti e Rodolfo Ceccotti.
Il percorso espositivo mira a comunicare e diffondere l'arte contemporanea mediante il nucleo di opere permanenti e l'allestimento di mostre temporanee. Le opere che fanno parte della collezione permanente vengono esposte a rotazione in mostre temporanee tematiche, ad eccezione di alcune, che sono presenti nelle sale in modo permanente.